# Juan Cuadrado Ruiz
Juan Cuadrado Ruiz (Vera, 1886-Almería, 1952) fue un arqueólogo y pintor español.

## Biografía
Nació el 14 de febrero de 1886 en el municipio almeriense de Vera, del que llegó a ser alcalde. Discípulo de Luis Siret, trabajó como arqueólogo en yacimientos en Lorca y Totana, como por ejemplo el de los Blanquizares de Lébor. También cultivó la pintura. Falleció el 18 de junio de 1952 en Almería. En el Museo de Almería hay un monumento dedicado a Cuadrado Ruiz, con un busto del arqueólogo.